# Nomenclatura genelor
Nomenclatura genelor este denumirea științifică a genelor, unitățile eredității la organismele vii. Un comitet internațional a publicat recomandări pentru simbolurile și nomenclatura genetică în anul 1957. Nevoia de a elabora ghiduri formale pentru numele și simbolurile genelor umane a fost recunoscută în anii 1960 și ghiduri complete au fost emise în anul 1979 (Întâlnirea din Edinburgh pentru Genomul Uman). Mai multe alte comunități de cercetare specifice genului (ex. musca Drosofilă, șoarecele Mus) au adoptat standardele de nomenclatură, precum le-au și publicat pe siturile organismului model relevant și în jurnale științifice, printre care și Ghidul nomenclaturii genetice Tendințe în Genetică (în limba engleză). Oamenii de știință familiarizați cu o anumită familie genică pot conlucra la revizuirea nomenclaturii pentru întregul set de gene atunci când devin disponibile noi informații. Pentru numeroase gene și proteinele lor corespunzătoare, se folosesc o serie de nume alternative în literatura științifică și bazele de date biologice publice, punând probleme organizării efective și schimbului de informații biologice. Standardizarea nomenclaturii încearcă să obțină beneficiile unui vocabular controlat și ale catalogării, deși aderarea este voluntară. Apariția erei informaționale a adus ontologia genetică, care este într-un fel o urmare a nomenclaturii genetice, deoarece urmărește să unifice reprezentarea genelor și atributelor produsului genetic pentru toate speciile.